# 슈테판 슈뢰크
슈테판 마르쿠스 카비사레스 슈뢰크(독일어: Stephan Markus Cabizares Schröck, 1986년 8월 21일 ~ )는 독일계 필리핀의 전직 축구 선수로 청소년 대표팀 시절에는 독일 국가대표팀에서 뛰었고 성인대표팀 시절에는 필리핀 국가대표팀에서 활약했으며 필리핀 축구 역사상 AFC 아시안컵 첫 골의 주인공이기도 하다.

## 선수 경력

### 클럽
2001년 2. 푸스발-분데스리가 소속 그로이터 퓌르트 유소년팀 입단 후 2004-05 시즌 성인팀에 합류하여 분데스리가 팀들의 러브콜에도 2012년까지 팀에 잔류하였고 마지막 시즌인 2011-12 시즌엔 팀 역사상 첫 2부 리그 우승 및 1부 리그 승격에 기여한 후 팀을 떠나 TSG 1899 호펜하임을 거쳐 2013년 아인트라흐트 프랑크푸르트로 이적하였다.
그리고 프랑크푸르트 소속으로 아포엘 FC와의 2013-14년 UEFA 유로파리그 64강 F조 조별리그 경기에서 동남아시아 선수로는 최초로 유로파리그 득점을 기록하며 팀의 32강 진출에 이바지했으며 이후 2016년 1월 유나이티드 시티로 복귀한 뒤 2022년까지 팀의 주축 선수로 활약하며 4시즌 연속 리그 우승, 2016년 유나이티드 풋볼 리그컵 준우승, 2019년 파울리뇨 알칸타라컵 우승 등에 크게 기여했다.
이후 2022-23 시즌에는 필리핀 풋볼 리그의 아즈칼스 DT에서 활동하다가 2023-24 시즌을 앞두고 같은 리그의 신생팀인 CF 마닐라를 창단하며 선수 겸 코치이자 구단주로 활동하며 2023 시즌 코파 파울리노 알칸타라 8강 진출에 기여했으며 이후 38번째 생일이던 2024년 8월 21일 23년간의 현역 생활을 마무리했다.

### 국가대표팀
U-20 대표팀까지는 독일 대표팀에서 활약하다가 2009년 FIFA가 이중국적 선수가 21세 이후에도 국가대표팀 선택을 바꿀 수 있도록 규정을 개정하였고 이에 따라 2010년 필리핀 국가대표팀이 슈뢰크의 발탁을 추진하기 시작했고 결국 2011년 6월 29일 스리랑카와의 2014년 FIFA 월드컵 아시아 지역 1차 예선 1차전 경기에서 필리핀 대표팀의 일원으로 국제 A매치 데뷔전을 치른 뒤 그로부터 1달 후에 열린 쿠웨이트와의 2014년 FIFA 월드컵 아시아 지역 2차 예선 2차전에서 A매치 데뷔골을 터뜨렸다.
이후 2014년 AFC 챌린지컵에서 필리핀의 AFC 주관 대회 사상 첫 준우승에 기여했고 2018년 아세안 챔피언십에도 출전하여 팀의 4년만의 4강 진출에도 일조했으며 메이저 대회 첫 본선 무대인 2019년 AFC 아시안컵에서도 3경기 연속 선발 출전해 키르기스스탄과의 C조 조별리그 최종전에서 필리핀에 아시안컵 본선 통산 첫 골을 안겼지만 팀의 3전 전패를 막지 못했다.
그리고 홈에서 열린 2019년 동남아시아 경기 대회에서 필리핀 U-23 대표팀의 와일드카드 자격으로 참가하여 비록 조별리그에서 탈락했지만 성인대표팀과 U-23 대표팀을 통틀어 동남아시아 경기 대회 역대 최다 승점 획득에 기여했고 코로나19 범유행의 여파로 3년만에 열린 2021년 동남아시아 경기 대회에서도 2회 연속 와일드카드로 출전했다.

## 수상

### 클럽
그로이터 퓌르트
- 2. 분데스리가 : 우승 (2011-12), 4위 (2010-11)

유나이티드 시티
- 필리핀 풋볼 리그 : 우승 (2017, 2018, 2019, 2020)
- 파울리뇨 알칸타라컵 : 우승 (2019)
- 유나이티드 풋볼 리그컵 : 준우승 (2016)

### 국가대표팀
필리핀
- AFC 챌린지컵 : 준우승 (2014)
- 아세안 챔피언십 : 4강 (2018)

### 개인
- 필리핀 스포츠 작가 협회 선정 올해의 남자 축구 선수 : 2013, 2019
- 필리핀 풋볼 리그 골든볼 : 2019, 2020
- 동남아시아 축구 연맹 베스트 11 : 2019